# Rhaphidophora nicolsonii
Rhaphidophora nicolsonii — вид квіткових рослин із родини Araceae, роду Rhaphidophora. Це ліана, рідним ареалом якої є півострів Малайзія (Паханг).